# Burhou
Burhou – niewielka wyspa należąca do Wysp Normandzkich, ok. 2 km na północny zachód od Alderney. Wyspa należy administracyjnie do baliwatu Guernsey. Zamieszkuje ją niewielka kolonia maskonurów oraz duża liczba królików.